# Karin Holst
Karin Holst (* 18. Juni 1962 in Ahrensburg) ist eine ehemalige deutsche Basketballspielerin.

## Laufbahn
Holst spielte beim Ahrensburger TSV, im Sommer 1978 nahm sie mit der bundesdeutschen Auswahl der Europameisterschaft der Kadettinnen in Spanien teil. Mit 4,6 Punkten je Begegnung war sie im Verlauf des EM-Turniers fünftbeste Korbschützin der Deutschen. Holst kam auf der Innenposition zum Einsatz.
Nachdem sie in der Saison 1981/82 mit dem Hamburger TB in der Bundesliga gespielt hatte, verließ Holst anschließend den HTB, wollte ein Studium in Köln beginnen und zum Bundesliga-Konkurrenten und amtierenden deutschen Meister Agon 08 Düsseldorf wechseln. Daraus wurde nichts, Holst schloss sich im Sommer 1982 wieder dem Ahrensburger TSV (Regionalliga) an. 1982 bestritt Holst mehrere A-Länderspiele für die Bundesrepublik Deutschland, Bundestrainer Tony DiLeo hatte sie unter anderem ins Aufgebot zwecks Teilnahme an einem in Italien ausgetragenen Turnier berufen.